# Schwarze Verbindung

Mensurbild aus Göttingen, Wintersemester 1888/89: Die damals schwarzen Verbindungen Holzminda (links) und Frisia (rechts) auf Mensur.

Als schwarze Verbindungen werden in der Regel solche Studenten- oder Schülerverbindungen bezeichnet, die weder farbentragend noch farbenführend sind. Ihre Mitglieder tragen daher kein Couleur, und es werden auch weder auf Fahnen noch im Wappen Verbindungsfarben geführt. Häufig existiert aber ein Zirkel als Erkennungsmerkmal.
Auch farbenführende Verbindungen, deren Mitglieder zwar weder Band noch Mütze tragen, die aber eine Fahne in Verbindungsfarben besitzen, werden gelegentlich als schwarze Verbindung bezeichnet.

## Geschichte

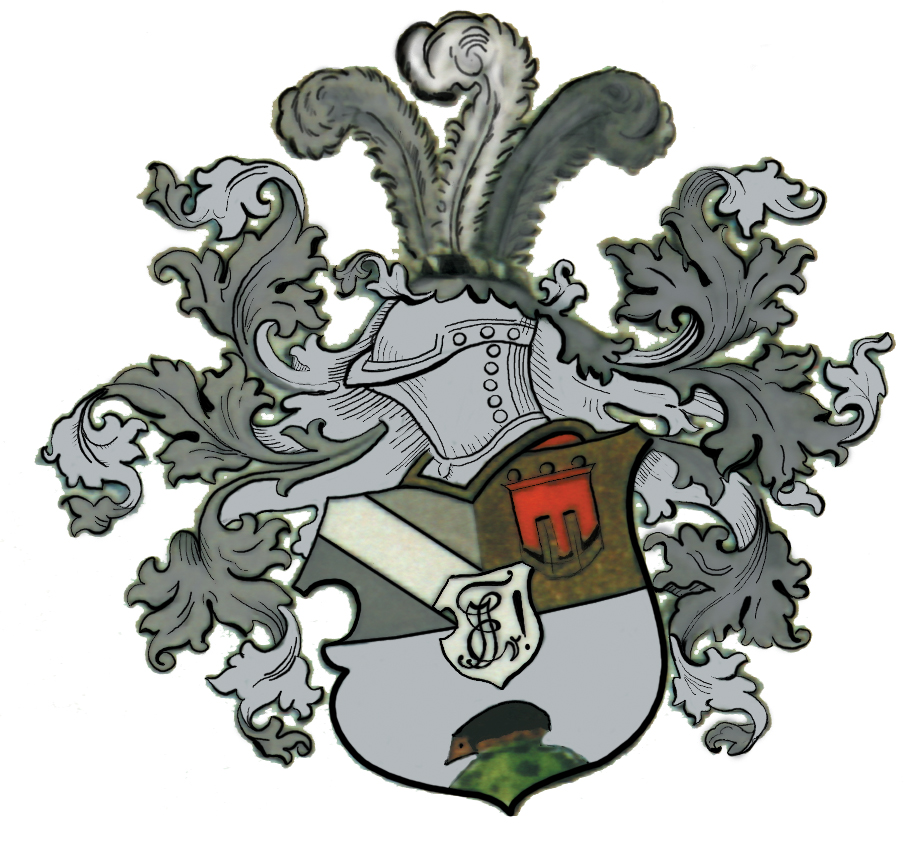
Das Wappen der A.V. Igel mit den Spottfarben „schwarzgrau–mausgrau–silbergrau“

Schwarze Verbindungen entstanden zum Beginn der zweiten Hälfte des 19. Jahrhunderts. Der Verzicht auf Farben diente zumeist der expliziten Abgrenzung von der großen Mehrheit der Studentenverbindungen, die sich an den Corps orientierte. Als anlässlich des Schillerjahres vielerorts eine Finkenschaftsbewegung der nichtkorporierten Studenten entstand, beteiligten sich auch die schwarzen Verbindungen; die Gründung einer gemeinsamen Organisation scheiterte 1863 an Meinungsverschiedenheiten.
Erste und älteste nicht farbentragende deutsche Studentenverbindung ist die am 15. Januar 1857 gegründete AMV Stochdorphia Tübingen.
Den in den 1860ern und 1870ern an der Königlich Preußischen Forstakademie Hannoversch Münden entstandenen Forstverbindungen war das Farbentragen nicht gestattet, weshalb die meisten Verbindungen des Mündener Convents forstakademischer Verbindungen noch heute schwarze Verbindungen sind.
Die 1871 gegründete Akademische Verbindung Igel Tübingen führt in ihrem Wappen die Farben „schwarzgrau–mausgrau–silbergrau“, mit denen die Farben der anderen Verbindungen ins Lächerliche gezogen werden sollen. Viele ursprünglich schwarze Verbindungen wurden aber im Laufe ihrer Geschichte farbentragend.

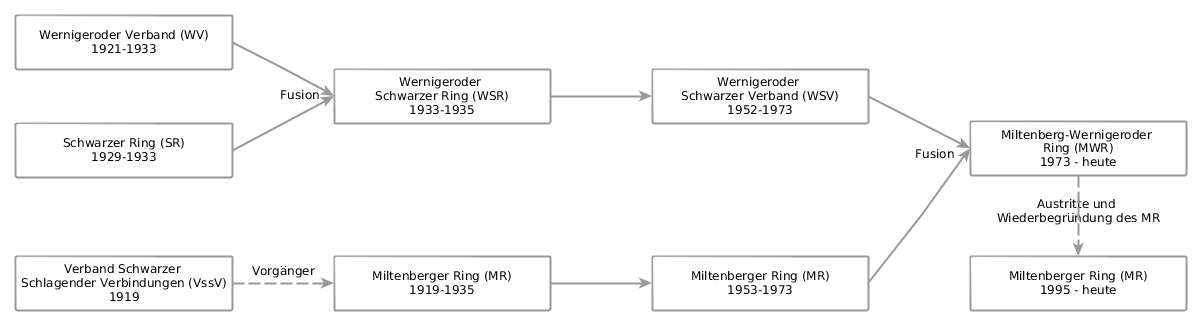
Historie des Miltenberg-Wernigeroder Rings (MWR)

In der ersten Hälfte des 20. Jahrhunderts beinhaltete das Schwarze Prinzip neben der Ablehnung des Farbentragens und der Mensur auch das Bekenntnis zur unbedingten Satisfaktion. Wichtige Verbände schwarzer Studentenverbindungen in dieser Zeit waren der Wernigeroder Verband (WV) und der Schwarze Ring (SR), die sich 1933 zum Wernigeroder Schwarzen Ring (WSR) vereinigten, der Rothenburger Verband Schwarzer Verbindungen sowie der heute wieder bestehende Miltenberger Ring. Auch der Präsidialkonvent gehört zu den schwarzen Verbänden.